# Ioga sutra
El Ioga sutra (en català, Aforismes del ioga)(Sànscrit en devanāgarī: ioga योग - sūtra सूत्र, o bè योगसूत्र). És el llibre més antic que actualment es conserva sobre ioga. És un recull sistemàtic que defineix els elements més importants de la teoria i la pràctica d'aquesta escola.
Consta de 195 aforismes (o sutra) de filosofia hindú, escrits en sànscrit, que havien estat transmesos oralment durant molts segles i que van ser recollits vers el segle II o III aC per Patanjali. És la base del sistema filosòfic integral anomenat "ioga". De vegades, hom es refereix a aquests aforismes com els ioga sutres.
Els aforismes estan distribuïts en quatre llibres o capítols (pāda): Samādhi pāda, Sādhana pāda, Vibhūti pāda, Kaivalya pāda. Els dos primers tracten sobre filosofia i psicologia. El segon és el més conegut a occident, ja que tracta la pràctica espiritual, incloent la meditació, el raja ioga i el hatha ioga amb les postures, mantres i respiracions. El tercer explica com accedir als estats superiors de consciència i el quart com assolir l'emancipació o alliberació personal.

## Comentaris històrics
Els sutres són un estil literari que condensa tant el contingut que és fàcil de memoritzar però difícil d'interpretar sense un mestre o un comentarista. Els principals comentaris histórics són:
- Yoga-bhāshya (Discussiò sobre el ioga). Comentari realitzat per Vyâsa, considerat el més clàssic i conegut (datat entre el 540 i el 650 dC)
- Comentari realitzat Sânkara (aproximadament el 700 dC)
- Tattvavaisharadī (Claredat de la veritat). Comentari realitzat per en Vācaspati Miśra (aproximadament el 850 dC).[5] En realitat, és un comentari del comentari realitzat per Vyâsa. Vācaspati Miśra era un brahman de Mithila (actualment s'anomena Bihar) considerat com una de les grans figures de la literatura filosòfica de l'Índia.[6]

## Exemples de sutres

### Ioga sutra 1.2
Al Ioga Sutra, Patanjali defineix el ioga amb el següent aforisme:
sent citta: 'consciència', vṛtti: 'fluctuacions, moviments' i nirodhaḥ: 'restricció, supressió, control '. La traducció literal és, doncs: 'El ioga és la restricció de les fluctuacions de la consciència'.
Algunes traduccions més lliures d'aquest aforisme són:
- De Rose: ioga és la supressió de la inestabilitat de la consciència.
- Gardini: el ioga és la supressió de les modificacions de la ment.
- Kurma Raja DASA: ioga és el cessament de les fluctuacions de la ment.
- Purohit Swami: ioga és el control de les activitats de la ment.
- Satie Prakash: ioga és la inhibició de les funcions mentals.
- Shivananda: el ioga és la supressió dels remolins mentals.
- Taimni: ioga és la inhibició de les modificacions de la ment.
- Tola' i 'Dragonetti: ioga és la restricció dels processos de la ment.
- Vishnudevananda: el ioga és la supressió de l'activitat mental.
- Wood, Ernest E.: ioga és el control de les idees en la ment.
- Desikachar: ioga és l'habilitat de dirigir la ment exclusivament per un objecte i sostenir aquesta direcció sense cap distracció.
- Johnston: La unió, la consciència espiritual, s'aconsegueix per mitjà del domini de la

versàtil naturalesa psíquica.
- Lin Yutang: ioga és impedir que la substància mental prengui formes variades.
- Madhava: ioga és la unió conscient amb l'essència d'un mateix.
- Mircea Eliade: ioga és la supressió dels estats de consciència.
- Prabhavananda: ioga és el control de les ones-pensament de la ment.
- Satchidananda: ioga és la restricció de les modificacions de la matèria mental.
- Stephen: el ioga pot ser assolit pel domini de la tendència natural de la ment a reaccionar a les impressions.
- Vivekananda: ioga és impedir que la matèria mental prengui formes variades.

### Ioga sutra 1.33
El contingut del sutra I.33 (el sutra 33 del primer capítol o llibre) gira al voltant del concepte de Citta Prasada (es pot traduir com ment en estat de gràcia, pas anterior a l'alliberació). Proposa 4 actituds (bhâvana) davant situacions quotidianes que es viuen en les relació amb els altres per així mantenir una ment estable en Citta Prasada: 
- Davant de Sukha (la felicitat dels altres) treballar el Maitri (l'amistat veritable)
- Davant de Duhkha (el dolor dels altres) treballar Karuna (la compassió veritable)
- Davant de Punya (les accions nobles dels altres) treballar Mudita (el reconeixement sense reserves)
- Davant d'Apunya (les accions dolentes) treballar Upeksa (l'allunyament equànime)[8]

### Ioga sutres del 1.12 al 1.16
Segons el Ioga Sutra les dues vies per arribar a l'estat de ioga són la pràctica (abhyasa en sànscrit) citat en els sutres 1.13 1.14 i el no-aferrament (vairagya en sànscrit) en els sutres 1.15 1.16)
- Les qualitats que ha de tenir aquesta pràctica (abhyasa) són: ser constant i sense interrupcions; progressiva i intel·ligent; ajustada al nivell personal; amb respecte i devoció (la pràctica és sagrada així com les persones).
- Les qualitat del no-aferrament (vairagya) són: no identificar-se amb la pràctica; practicar independentment dels resultats, els fruits arriben a mitjà i a llarg termini, i a vegades amb retrocessos i estancaments.[2]